# Celastrina maculispostcarens
Celastrina maculispostcarens är en fjärilsart som beskrevs av Barend J. Lempke 1954. Celastrina maculispostcarens ingår i släktet Celastrina och familjen juvelvingar. Inga underarter finns listade i Catalogue of Life.